# El tiempo y el espacio (álbum de Pignoise)
El tiempo y el espacio es el octavo, sexto de estudio, disco del grupo de pop punk español Pignoise. El primer disco producido por su propia discográfica.

## Lista de canciones
El álbum se compone de un total de 12 canciones, incluida "Lo Importante" en colaboración con el cantante de Hombres G, David Summers.
| N.º | Título                                            | Duración |  |
| 1.  | «Yo»                                              | 2:06     |  |
| 2.  | «Al Pisar»                                        | 4:29     |  |
| 3.  | «Sopla el Viento»                                 | 4:13     |  |
| 4.  | «La Gravedad»                                     | 5:14     |  |
| 5.  | «Cambia»                                          | 3:58     |  |
| 6.  | «Dame Tu Voz»                                     | 3:30     |  |
| 7.  | «Lo Importante» (Colaboración con David Summers.) | 4:02     |  |
| 8.  | «Matar Este Aburrimiento»                         | 4:50     |  |
| 9.  | «Cambiaré»                                        | 3:56     |  |
| 10. | «Todo»                                            | 2:26     |  |
| 11. | «Voy»                                             | 3:27     |  |
| 12. | «Pompa de Jabón»                                  | 3:50     |  |

## Sencillos
1. La Gravedad[2]